# ANZUS
Australia, New Zealand, United States Security Treaty eller ANZUS, er den militære alliance, der binder Australien og USA, og separat Australien og New Zealand, til at samarbejde om det militære forsvar af stillehavsområdet, selvom det i dag opfattes som gældende militære angreb overalt.
Alliancen var oprindelig en fuld treparts forsvarspakt, men efter uenigheder mellem USA og New Zealand i 1984 om amerikanske atombevæbnede eller atomdrevne krigsskibes ret til at lægge til i newzealandske havne, gælder aftalen ikke længere mellem USA og New Zealand, men dog stadig separat mellem Australien og New Zealand.
Den amerikansk-australske alliance står dog stadig ved magt.
I modsætning til NATO har ANZUS ingen integreret forsvarsstruktur eller reaktionsstyrker. Men alligevel udfører Australien og USA en række fælles militære aktiviteter, lige fra militære øvelser på land og til vands, til standardisering af udstyr og operationel doktrin.